# United States Chess League
United States Chess League, w skrócie USCL – funkcjonująca w latach 2005–2015 liga szachowa rozgrywana w Stanach Zjednoczonych, zrzeszająca kluby z całego kraju.

## Charakterystyka
Na mistrzostwa składał się sezon regularny, podzielony na dywizje, z których czołowe zespoły kwalifikowały się do fazy pucharowej. W ostatnim roku mistrzostw (2015) istniały dwie dywizje (wschodnia i zachodnia), z każdej z nich awansowało po sześć klubów. Zwycięzcy faz pucharowych grali finał o mistrzostwo ligi.
Zawody odbywały się w trybie online.

## Finaliści
| Sezon | 1. miejsce              | Wynik   | 2. miejsce             | Źródło |
| ----- | ----------------------- | ------- | ---------------------- | ------ |
| 2005  | Baltimore Kingfishers   | 3½:½    | Miami Sharks           | [ 3 ]  |
| 2006  | San Francisco Mechanics | 2:2 pd. | New York Knights       | [ 4 ]  |
| 2007  | Dallas Destiny          | 2:2 pd. | Boston Blitz           | [ 5 ]  |
| 2008  | Dallas Destiny          | 2:2 pd. | Boston Blitz           | [ 6 ]  |
| 2009  | New York Knights        | 2:2 pd. | Miami Sharks           | [ 7 ]  |
| 2010  | New England Nor’easters | 3:1     | Miami Sharks           | [ 8 ]  |
| 2011  | New York Knights        | 2½:1½   | Chicago Blaze          | [ 9 ]  |
| 2012  | Seattle Sluggers        | 3:1     | Philadelphia Inventors | [ 10 ] |
| 2013  | Miami Sharks            | 3½:½    | New York Knights       | [ 11 ] |
| 2014  | St. Louis Arch Bishops  | 2:2 pd. | Dallas Destiny         | [ 12 ] |
| 2015  | Manhattan Applesauce    | 2½:1½   | St. Louis Arch Bishops | [ 13 ] |